# 三宅亮輔
三宅 亮輔（みやけ りょうすけ、1995年7月3日 - ）は、日本の俳優、モデルである。京都府出身。テンカラット所属。

## 略歴
- 2015年、20歳のときにMEN'S NON-NOのオーディションに応募し、専属モデルになる。
- 2020年5月9日発売の『MEN’S NON-NO』6月号で、専属モデルを卒業することが発表された[2]。

## 人物
- 趣味はファッション、食、金魚、釣り[1]。
- 特技は歌うこと[1]。
- 好きな食べ物は寿司、蕎麦、焼肉ヤングコーン、貝[1]。

## 出演

### テレビドラマ
- 日本ボロ宿紀行（2019年2月2日、テレビ東京） - 女将の孫 役
- 白衣の戦士!（2019年4月10日 - 6月19日、日本テレビ） - 高木昇太 役
- 都立水商! 〜令和〜 第2話（2019年5月13日、MBS / 2019年5月15日、TBS） - 菊池永純 役
- 女子高生の無駄づかい 第6話（2020年2月28日、テレビ朝日）
- 56年目の失恋（2020年7月11日、NHK BSプレミアム）
- あのコの夢を見たんです。 第7話（2020年11月14日、テレビ東京） - 市群 役
- サ道2021 第2話（2021年7月17日、テレビ東京）
- もしも、イケメンだけの高校があったら（2022年1月15日 - 3月19日、テレビ朝日） - 西亮輔 役[3]
- 大奥 第5回（2023年2月7日、NHK総合） - 牧野貞安 役
- ペンディングトレイン-8時23分、明日 君と 第5話 - （2023年5月19日 - 、TBS） - 吾妻将太朗 役[4]
- around1/4 アラウンド・クォーター（2023年7月9日 - 9月24日、朝日放送テレビ） - 健太 役[5]
- 御上先生 第9話（2025年3月16日、TBS）

### 映画
- アンダー・ユア・ベッド（2019年7月20日公開、KADOKAWA） - 学生時代の千尋の彼氏役　役
- 人生に詰んだ元アイドルは、赤の他人のおっさんと住む選択をした（2023年11月3日公開、日活 / KDDI）[6]
- スケとボドとサーフ（2025年1月10日公開）[7]

### ネット配信
- ラブラブエイリアン2（2018年2月20日 - 2018年2月27日、FOD） - 藤嶋ヒロト 役[注 1]
- AKB48の歌「恋するフォーチュンクッキー」（2022年5月21日 - 5月28日、ひかりTV） - 純太 役

### ショートフィルム
- BIGMAMA ショートフィルム「つきとたいよう」

### 舞台
- 椿姫（2018年11月15日 - 18日、シアターグリーン BASE THEATER） - ワルキル 役[8]
- Superendroller LIVE “scene05″『365日、36.5℃』（2019年10月30日 - 11月4日、東京・すみだパークスタジオ 倉）- 出演・ 輪星　役[9]
- 素敵なカミングアウト（2020年8月18日 - 23日、六行会ホール)(中止)[注 2] - 苫米地重彦 役
- いまを生きる（2021年1月16日 - 31日、東京都 新国立劇場 中劇場、2月11日-14日、大阪府 サンケイホールブリーゼ、2月20日・21日、愛知県 東海市芸術劇場） - チャーリーダルトン 役[11]

### CM
- google Google Home「飼い犬が吠えちゃった時も」篇（WEB）（2017年11月）
- UCC上島珈琲「BEANS&ROASTERS マイルドラテ」（2018年4月- 2019年4月）
- メルカリ「パシャシュッピーン」キャンペーン（2020年1月）
- 株式会社にんべん「つゆの素ゴールド」（2021年5月）
- 新生フィナンシャル レイクALSA 「番台」 （2021年6月 - ）

### PV
- 井上苑子「ナツコイ」(2016年)
- My Hair is Bad「運命/幻」(2017年)
- センチミリメンタル「キズアト」(2017年)
- IZUMI SAKI 「あなたにとびきり似合う花を」(2021年)

### 雑誌
- MEN'S NON-NO（2015年 - 2020年、集英社） - 専属モデル